# Vanneau téro
Vanellus chilensis
Espèce
Statut de conservation UICN

 LC  : Préoccupation mineure
Le Vanneau téro (Vanellus chilensis) est une espèce d'oiseau de la famille des Charadriidae typique d'Amérique du Sud.

## Caractéristiques
C'est un oiseau de la taille d'une perdrix, il mesure environ 35 cm et pèse presque 300 grammes. Son plumage est gris clair avec des bandes noires sur la tête, les ailes et la queue. Le ventre est blanc et les ailes ont des plumes d'un vert métallique. Il a une houppe à l'arrière de la tête. Le bec, les yeux et les pattes sont rougeâtres. Des ergots sous les ailes sont utilisés pour l'intimidation ou combattre des oiseaux de proie. Cette espèce ne présente pas de dimorphisme sexuel.

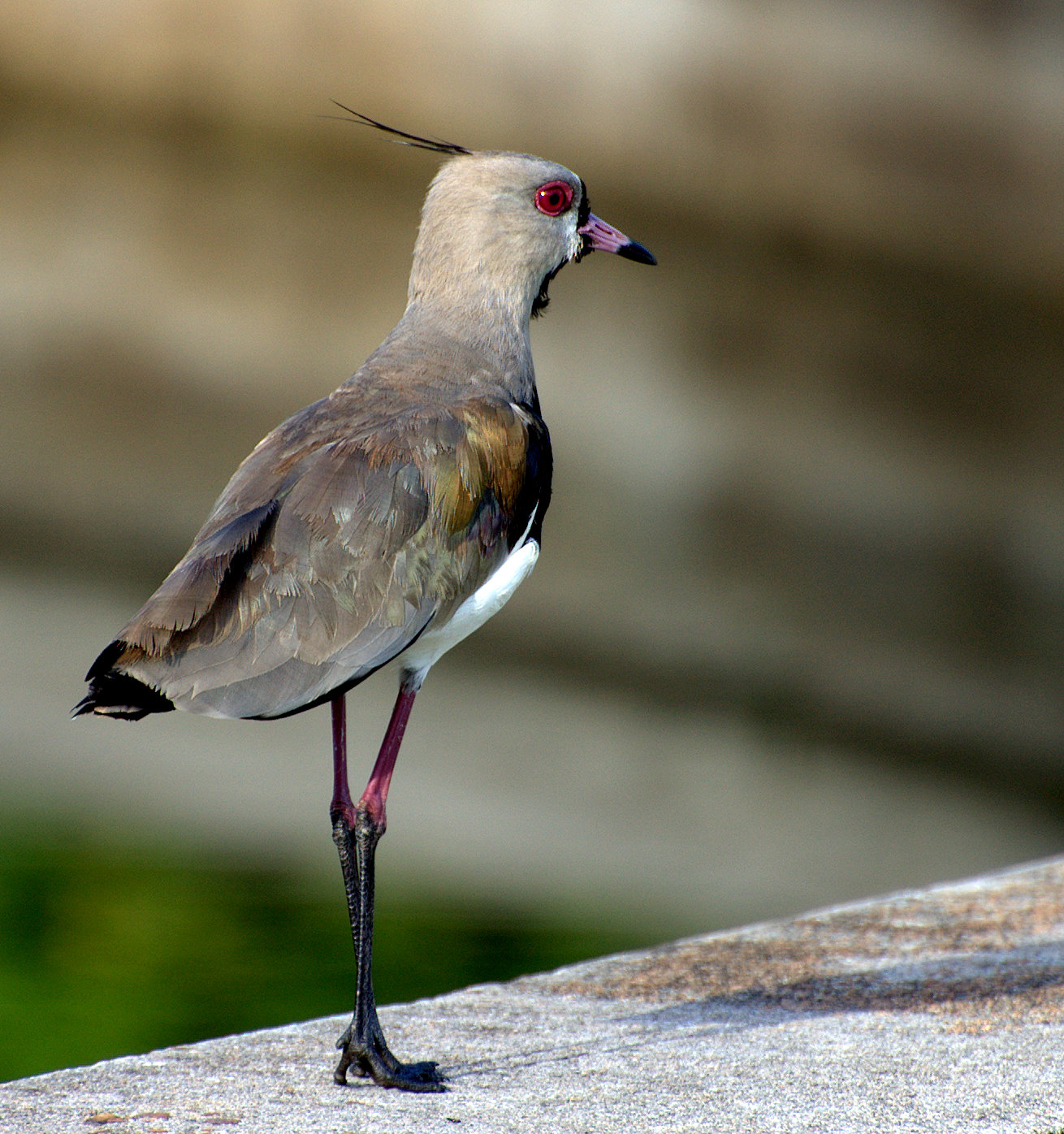
Gros plan

## Répartition

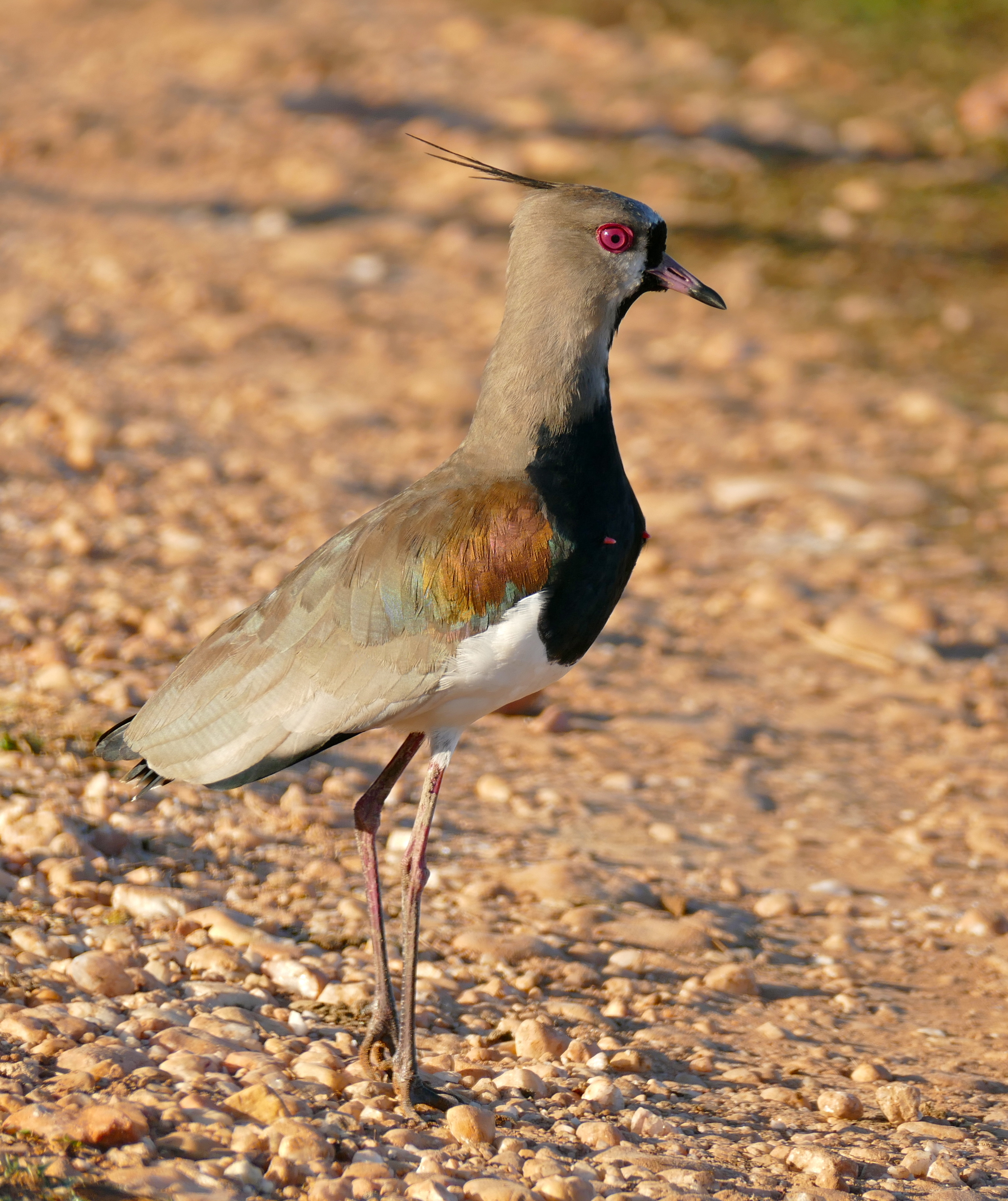
Vanneau téro (Mato Grosso, Brésil)

Natif d'Amérique du Sud, cet oiseau se trouve en Argentine, en Bolivie, au Brésil, au Chili, en Colombie, au Paraguay et en Uruguay. Il est de plus en plus présent au Pérou, notamment autour de Puerto Maldonado. Au Chili, il est présent de la vallée de Copiapó jusqu'à l'île de Chiloé. Il vit également dans les pampas du centre et du nord de l'Argentine, dans tout l'Uruguay, dont il est l'emblème de l'équipe nationale de rugby Los Teros, et de l'est de la Bolivie jusqu'à la rive droite du bas Amazone au Brésil.

## Habitat
Il vit dans les prairies humides et les marges des fleuves et des lacs.

## Alimentation
Le Vanneau téro se nourrit d'invertébrés aquatiques et de petits poissons qu'il trouve dans la vase. Pour les capturer, il agite ses pieds dans la vase pour faire bouger ses proies. Il se nourrit également d'arthropodes et de mollusques terrestres.

## Reproduction

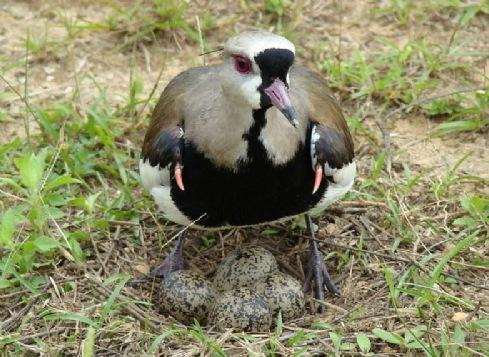
Un adulte couvant son nid

Les œufs sont pondus au printemps dans un nid fait sur le sol. Les deux parents protègent le nid. Une des tactiques est de feindre d'être blessé pour attirer le prédateur loin du nid. Le mâle est agressif et attaque tout créature potentiellement dangereuse, l'homme y compris.

## Comportement
Le Vanneau téro est toujours le premier à donner l'alerte quand un intrus pénètre sur son territoire. C'est un oiseau querelleur qui provoque des disputes avec toutes les autres espèces de la même prairie. Les cabiais profitent de leur cris d'alerte pour déterminer le moment où il faut se mettre à l'abri dans l'eau.

## Sous-espèces
D'après la classification de référence (version 14.1, 2024) de l'Union internationale des ornithologues, le Vanneau téro possède 4 sous-espèces (ordre philogénique) :
- Vanellus chilensis cayennensis (Gmelin, 1789) ;
- Vanellus chilensis lampronotus (Wagler, 1827) ;
- Vanellus chilensis fretensis (Brodkorb, 1934) ;
- Vanellus chilensis chilensis (Molina, 1782).